# Antoine Bonaparte

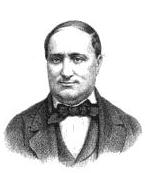
Antoine Bonaparte

Antoine Bonaparte, född 31 oktober 1816 och död 28 mars 1877, var en fransk politiker, son till Lucien Bonaparte, Napoleon I:s bror, och Alexandrine de Bleschamp. 
Bonaparte anklagades 1836 för konspirationer mot Roms regering, utvandrade och bosatte sig 1848 i Frankrike. Som medlem av lagstiftande församlingen stödde han sin kusin president Ludvig Napoleons planer. Efter dennes fall 1870 bosatte han sig åter i Italien.
Antoine var från 1839 gift med Caroline Cardinali, men efterlämnade inga barn.